# Приск (военный магистр)
Приск (ср.-греч. Πρῖσκος; лат. Priscus; каз. 613) — восточноримский военачальник, один из ведущих полководцев императоров Маврикия (582—602) и Фоки (602—610). При Маврикии первоначально был направился на войну против персов, однако в связи с солдатским мятежом был отозван. Посланный на Балканы, Приск командовал войсками в многочисленных кампаниях против славян и аваров. В дальнейшем участвовал в персидско-византийской войне, а также сражался против поднявших восстание Ираклидов.
Военный магистр и патрикий.

## Биография
В конце 587 или в 588 году Приска назначили командующим и военным магистром Востока в ходе кампании восточных римлян против персов. На этом посту он заменил стратига Филиппика. Весной 588 года Приск прибыл на восток, а в апреле принял командование армией в Монокартоне. По прибытии у него сразу же возникли проблемы с непокорными солдатами: военачальник был человеком надменным, и его манера общаться в тоне явного превосходства сразу сделала его непопулярным в армии. Это привело к тому, что когда в дальнейшем император Маврикий издал приказ о снижении положенного войскам жалования на четверть, что произошло в день Пасхи, 18 апреля 588 года, войска подняли мятеж. Военачальник не смог восстановить порядок в войсках. Помимо этого он сам подвергся нападению со стороны недовольных солдат и вынужденно бежал в Константину. Солдаты избрали своим лидером более популярного в их рядах дукса Финики Германа. Приск попытался успокоить солдат из своего убежища и привлёк в качестве посредников местных священнослужителей, а также отменил указ императора Маврикия. Однако это предприятие было безуспешно. Тогда Маврикий восстановил в качестве командующего Филиппика, что привело к успокоению бунтовщиков, а Приска заставил вернуться в Константинополь.
Впрочем, эта неудача не помешала Приску быть назначенным командующим во Фракии и встать во главе армии, собранной против аваров. Его гипостратиг («заместитель») Сальвиан во главе отряда из 1000 конников отправился к горному хребту Гем (совр. Стара-Планина) с целью удержания перевала Проклианы. Сальван отразил две атаки авар, а затем отошёл из-за численного превосходства противника. Перейдя через перевал, авары разграбили город Анхиал и предприняли попытку осады Дризиперы, однако римлянам удалось сорвать её. Тогда авары выдвинулись на юг. Они достигли Эраклеи Перинфской, что отрезало римскую армию от столицы. Приску пришлось отойти в Цуруллум, где тюрки взяли его в осаду. Согласно византийскому историку Феофилакту Симокатте, осада продлилось несколько дней, после чего римляне применили хитрость, придуманную самим Приском: один из его телохранителей сыграл роль посла, который якобы нёс в крепость письмо от императора Маврикия. Этого «посла» перехватили авары, увидев в письме информацию о том, что их родина подверглась атаке с моря. Каган, убеждённый в подлинности письма, снял осаду и поспешил домой, заключил с римлянами перемирие на условиях возобновления дани. Согласно Михаилу Сирийскому, эта дань составила 800 фунтов золота (около 60 тысяч солидов). Это число значительно меньше ранее выплачиваемой дани в 100 тысяч солидов. Когда авары покинули земли империи, Приск распустил армию и вернулся в столицу. 
Вскоре после этого он попал в немилость к Маврикию, не фигурируя в источниках о дальнейших кампаниях. Благосклонность вернулась к нему не позднее 593 года: именно тогда папа Григорий I поздравил его с возвращением в стан угодных императору. Примерно в это же время он получил высший почётный титул империи — патрикия.